# Orlando International Airport

i7
i11
i13
Der Orlando International Airport (ehemals McCoy-Airbase, IATA-Code: MCO, ICAO-Code: KMCO) ist der deutlich größere von zwei internationalen Flughäfen der Metropolregion Orlando im US-Bundesstaat Florida. Mit rund 57,7 Millionen abgefertigten Passagieren im Jahr 2023 ist er vor dem Miami International Airport der größte Flughafen Floridas. Flughafenbetreiber ist die Behörde Greater Orlando Aviation Authority (GOAA) in Orlando.
Der zweite und kleinere Flughafen Orlando Sanford (SFB) liegt rund 40 Kilometer entfernt nahe der Stadt Sanford im Seminole County.

## Lage und Verkehrsanbindung
Der Orlando International Airport liegt 14 Kilometer südöstlich des Stadtzentrums von Orlando. Die Florida State Road 528 verläuft nördlich des Flughafens.
Der Orlando International Airport wird durch Busse in den öffentlichen Personennahverkehr eingebunden. Die Routen 11, 42, 51, 111, 436S des Betreibers LYNX fahren ihn regelmäßig an.

### Intermodal Terminal
Südlich der Passagierterminals wird das Orlando International Airport Intermodal Terminal (auch als South Airport Intermodal Terminal bezeichnet) errichtet. Dieses wird durch eine Peoplemover-Linie mit dem zentralen landseitigen Passagierterminal verbunden. Ab 2022 soll das Intermodal Terminal durch die Bahngesellschaft Brightline bzw. Virgin Trains USA (einer Tochter der Florida East Coast Railway) über eine neue Bahntrasse mit den Städten West Palm Beach, Fort Lauderdale und Miami verbunden werden. Außerdem wird erwogen, die SunRail-Trasse mit dem Intermodal Terminal zu verbinden.

## Geschichte
Ab den 1960er Jahren wurde die McCoy Air Force Base auch zivil mitgenutzt und in dieser Funktion als Orlando Jetport at McCoy bezeichnet. 1973 wurde die Schließung der Air Force Base beschlossen und die dort stationierten Einheiten schrittweise verlegt.
1974 erfolgte die Schließung der McCoy Air Force Base. Im nächsten Jahr wurde die Greater Orlando Aviation Authority gegründet, die den Flughafen bis heute betreibt. 1976 erhielt der Flughafen den Status als internationaler Flughafen und wurde in Orlando International Airport umbenannt. 1978 begann der Bau der neuen Passagierterminals. 1979 wurde der Flughafen von der Federal Aviation Administration erstmals als großes Drehkreuz eingestuft.
1981 wurden das zentrale landseitige Passagierterminal und die zwei westlichen luftseitigen Passagierterminals (Airside 1 und 3) fertiggestellt. Die Errichtung kostete rund 300 Millionen US-Dollar. 1983 begann die Errichtung eines Concourses für internationale Flüge, dieser wurde im Folgejahr eröffnet. 1986 begann Phase II der Flughafenerweiterung. 1989 wurde die dritte parallele Start- und Landebahn 17/35, welche heute die Bezeichnung 17R/35L trägt, eröffnet. 1990 folgte das dritte luftseitige Terminal (Airside 4). 1998 begann der Bau des vierten luftseitigen Terminals, außerdem erfolgte der erste Spatenstich für den South Terminal Complex. 1999 erhielt der Flughafen die Erlaubnis für den Bau der vierten Start- und Landebahn 17L/35R, des Weiteren begann die Vorbereitung der Baustelle für den South Terminal Complex.
Im Jahr 2000 wurde das vierte luftseitige Terminal (Airside 2) fertiggestellt, damit wurde der Terminalkomplex, welcher heute als North Terminal Complex bezeichnet wird, vollendet. 2002 wurde der Kontrollturm mit einer Höhe von 105 Metern eröffnet, er war kurzzeitig der höchste in Nordamerika. Im Folgejahr wurde die vierte parallele Start- und Landebahn in Betrieb genommen.
2015 stimmte die Greater Orlando Aviation Authority für die Errichtung des Terminal C, welches gleichzeitig Phase 1 des neuen South Terminal Complex darstellt. Das Terminal C wird westlich des 2017 teilweise eröffneten Orlando International Airport Intermodal Terminal liegen. Der Bau des Terminal C begann 2017, die Fertigstellung ist für 2021 geplant.

## Flughafeninfrastruktur

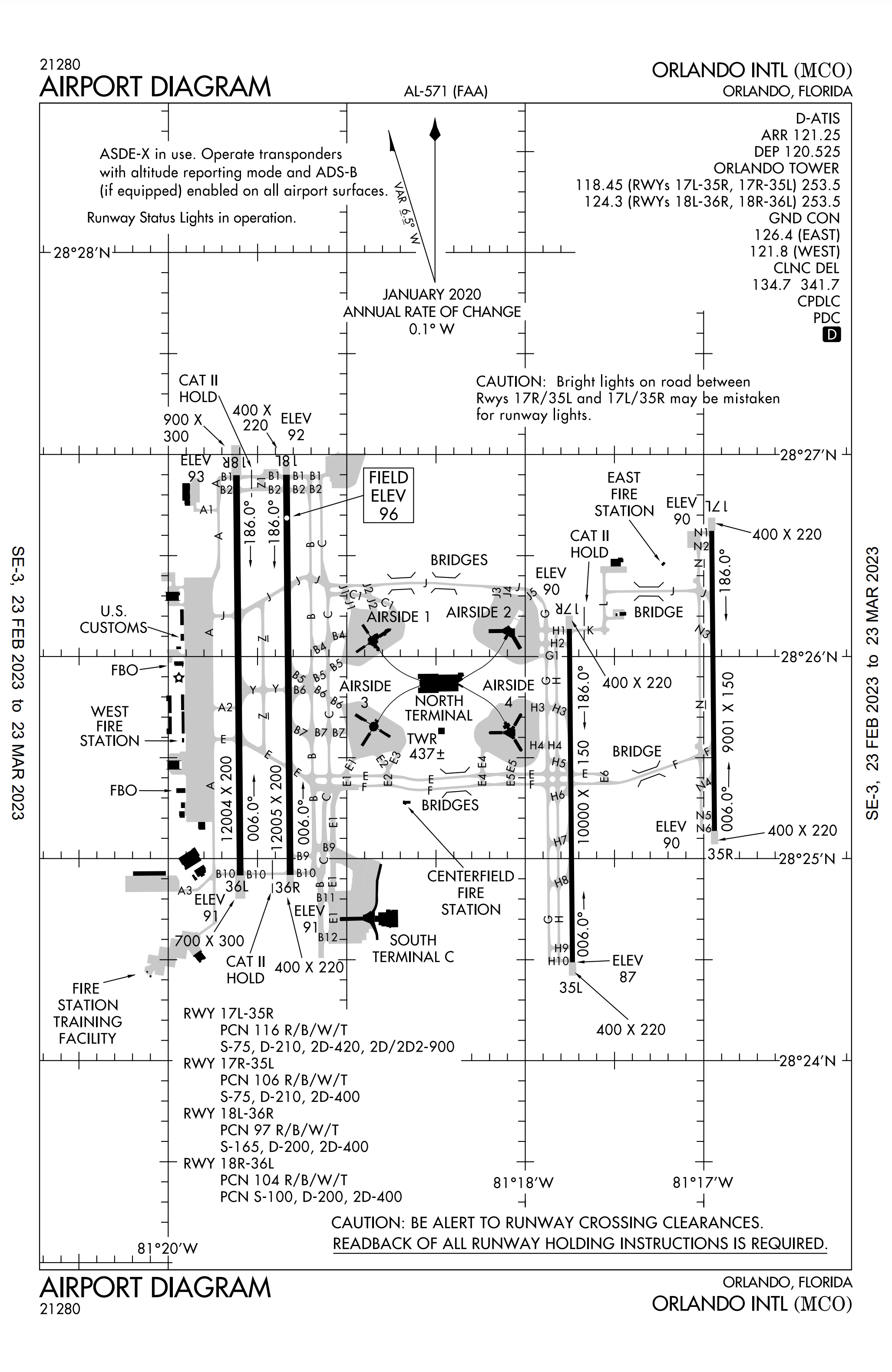
Flughafendiagramm

Der Flughafen verfügt über folgende Flughafeninfrastruktur: Vier asphaltierte bzw. betonierte Start- und Landebahnen auf einer Höhe von 29,3 Meter über dem Meeresspiegel. ILS-geführter Landeanflug wird durchgängig angeboten. Es gibt vier Terminals mit 99 Flugsteigen.
MCO war ein Notflughafen für das Space Shuttle im Falle einer außerplanmäßigen Landung.

## Fluggesellschaften und Ziele
Der Orlando International Airport wird von 35 Fluggesellschaften genutzt. Den mit Abstand größten Marktanteil hat dabei Southwest Airlines, gefolgt von Delta Air Lines, Jetblue Airways, Spirit Airlines, American Airlines, Frontier Airlines und United Airlines.
Insgesamt werden 93 nationale und 59 internationale Ziele bedient. Im deutschsprachigen Raum werden Frankfurt von Discover Airlines und Zürich von Edelweiss Air angeflogen.

## Verkehrszahlen
| Verkehrszahlen des Orlando International Airport 1971–2019 | Verkehrszahlen des Orlando International Airport 1971–2019 | Verkehrszahlen des Orlando International Airport 1971–2019 | Verkehrszahlen des Orlando International Airport 1971–2019 | Verkehrszahlen des Orlando International Airport 1971–2019 | Verkehrszahlen des Orlando International Airport 1971–2019 | Verkehrszahlen des Orlando International Airport 1971–2019 |
| Jahr                                                       | Fluggastaufkommen                                          | Fluggastaufkommen                                          | Fluggastaufkommen                                          | Luftfracht (Tonnen) (mit Luftpost)                         | Flugbewegungen (mit Militär)                               |                                                            |
| Jahr                                                       | National                                                   | International                                              | Gesamt                                                     | Luftfracht (Tonnen) (mit Luftpost)                         | Flugbewegungen (mit Militär)                               |                                                            |
| ---------------------------------------------------------- | ---------------------------------------------------------- | ---------------------------------------------------------- | ---------------------------------------------------------- | ---------------------------------------------------------- | ---------------------------------------------------------- | ---------------------------------------------------------- |
| 2019                                                       | 43.455.953                                                 | 7.157.119                                                  | 50.613.072                                                 | 251.901                                                    | 357.689                                                    |                                                            |
| 2018                                                       | 41.095.987                                                 | 6.600.640                                                  | 47.696.627                                                 | 255.896                                                    | 347.672                                                    |                                                            |
| 2017                                                       | 38.698.970                                                 | 5.912.295                                                  | 44.611.265                                                 | 220.025                                                    | 330.708                                                    |                                                            |
| 2016                                                       | 36.330.197                                                 | 5.593.202                                                  | 41.923.399                                                 | 209.052                                                    | 316.981                                                    |                                                            |
| 2015                                                       | 33.725.097                                                 | 5.084.240                                                  | 38.809.337                                                 | 187.855                                                    | 308.161                                                    |                                                            |
| 2014                                                       | 31.390.437                                                 | 4.324.175                                                  | 35.714.612                                                 | 172.869                                                    | 290.359                                                    |                                                            |
| 2013                                                       | 30.823.371                                                 | 3.945.574                                                  | 34.768.945                                                 | 170.676                                                    | 291.666                                                    |                                                            |
| 2012                                                       | 31.504.158                                                 | 3.784.729                                                  | 35.288.887                                                 | 172.952                                                    | 301.102                                                    |                                                            |
| 2011                                                       | 31.923.852                                                 | 3.502.584                                                  | 35.426.436                                                 | -                                                          | -                                                          |                                                            |
| 2010                                                       | 31.632.100                                                 | 3.245.799                                                  | 34.877.899                                                 | -                                                          | -                                                          |                                                            |
| 2009                                                       | 30.715.729                                                 | 2.977.920                                                  | 33.693.649                                                 | -                                                          | -                                                          |                                                            |
| 2008                                                       | 32.973.829                                                 | 2.686.913                                                  | 35.660.742                                                 | -                                                          | -                                                          |                                                            |
| 2007                                                       | 34.182.947                                                 | 2.295.938                                                  | 36.478.885                                                 | -                                                          | -                                                          |                                                            |
| 2006                                                       | 32.743.872                                                 | 2.087.042                                                  | 34.830.914                                                 | -                                                          | -                                                          |                                                            |
| 2005                                                       | 31.915.499                                                 | 2.189.164                                                  | 34.104.663                                                 | -                                                          | -                                                          |                                                            |
| 2004                                                       | 29.482.806                                                 | 2.011.479                                                  | 31.494.285                                                 | -                                                          | -                                                          |                                                            |
| 2003                                                       | 25.911.141                                                 | 1.772.970                                                  | 27.684.111                                                 | -                                                          | -                                                          |                                                            |
| 2002                                                       | 25.269.701                                                 | 1.682.457                                                  | 26.952.158                                                 | -                                                          | -                                                          |                                                            |
| 2001                                                       | 26.158.784                                                 | 2.094.464                                                  | 28.253.248                                                 | -                                                          | -                                                          |                                                            |
| 2000                                                       | 28.285.725                                                 | 2.537.784                                                  | 30.823.509                                                 | -                                                          | -                                                          |                                                            |
| 1999                                                       | 26.894.997                                                 | 2.306.168                                                  | 29.201.165                                                 | -                                                          | -                                                          |                                                            |
| 1998                                                       | 25.711.785                                                 | 2.083.346                                                  | 27.795.131                                                 | -                                                          | -                                                          |                                                            |
| 1997                                                       | 25.148.404                                                 | 2.156.582                                                  | 27.304.986                                                 | -                                                          | -                                                          |                                                            |
| 1996                                                       | 23.050.801                                                 | 2.536.972                                                  | 25.587.773                                                 | -                                                          | -                                                          |                                                            |
| 1995                                                       | 20.026.314                                                 | 2.436.418                                                  | 22.462.732                                                 | -                                                          | -                                                          |                                                            |
| 1994                                                       | 19.876.509                                                 | 2.515.903                                                  | 22.392.412                                                 | -                                                          | -                                                          |                                                            |
| 1993                                                       | 18.743.814                                                 | 2.722.169                                                  | 21.465.983                                                 | -                                                          | -                                                          |                                                            |
| 1992                                                       | 18.583.561                                                 | 2.564.327                                                  | 21.147.888                                                 | -                                                          | -                                                          |                                                            |
| 1991                                                       | 16.401.102                                                 | 2.010.843                                                  | 18.411.945                                                 | -                                                          | -                                                          |                                                            |
| 1990                                                       | 16.608.277                                                 | 1.789.553                                                  | 18.397.830                                                 | -                                                          | -                                                          |                                                            |
| 1989                                                       | 15.701.373                                                 | 1.530.978                                                  | 17.232.351                                                 | -                                                          | -                                                          |                                                            |
| 1988                                                       | 15.754.476                                                 | 742.786                                                    | 16.497.262                                                 | -                                                          | -                                                          |                                                            |
| 1987                                                       | 14.354.688                                                 | 546.563                                                    | 14.901.251                                                 | -                                                          | -                                                          |                                                            |
| 1986                                                       | 12.051.562                                                 | 443.774                                                    | 12.495.336                                                 | -                                                          | -                                                          |                                                            |
| 1985                                                       | 9.664.959                                                  | 369.106                                                    | 10.034.065                                                 | -                                                          | -                                                          |                                                            |
| 1984                                                       | 8.457.985                                                  | 268.660                                                    | 8.726.645                                                  | -                                                          | -                                                          |                                                            |
| 1983                                                       | 7.797.916                                                  | 232.434                                                    | 8.030.350                                                  | -                                                          | -                                                          |                                                            |
| 1982                                                       | 6.725.629                                                  | 194.674                                                    | 6.920.303                                                  | -                                                          | -                                                          |                                                            |
| 1981                                                       | 5.882.020                                                  | 190.125                                                    | 6.072.145                                                  | -                                                          | -                                                          |                                                            |
| 1980                                                       | 6.363.226                                                  | 168.522                                                    | 6.531.748                                                  | -                                                          | -                                                          |                                                            |
| 1979                                                       | 6.406.577                                                  | 124.360                                                    | 6.530.937                                                  | -                                                          | -                                                          |                                                            |
| 1978                                                       | 5.086.477                                                  | 95.787                                                     | 5.182.264                                                  | -                                                          | -                                                          |                                                            |
| 1977                                                       | 4.092.098                                                  | 62.683                                                     | 4.154.781                                                  | -                                                          | -                                                          |                                                            |
| 1976                                                       | 3.676.141                                                  | 2.205                                                      | 3.678.346                                                  | -                                                          | -                                                          |                                                            |
| 1975                                                       | 3.344.011                                                  | 0                                                          | 3.344.011                                                  | -                                                          | -                                                          |                                                            |
| 1974                                                       | 3.079.009                                                  | 0                                                          | 3.079.009                                                  | -                                                          | -                                                          |                                                            |
| 1973                                                       | 2.828.931                                                  | 0                                                          | 2.828.931                                                  | -                                                          | -                                                          |                                                            |
| 1972                                                       | 2.380.564                                                  | 0                                                          | 2.380.564                                                  | -                                                          | -                                                          |                                                            |
| 1971                                                       | 1.287.540                                                  | 0                                                          | 1.287.540                                                  | -                                                          | -                                                          |                                                            |

### Verkehrsreichste Strecken
| Rang | Stadt                      | Passagiere | Fluggesellschaft                             |
| ---- | -------------------------- | ---------- | -------------------------------------------- |
| 01   | Atlanta, Georgia           | 1.498.570  | Delta, Frontier, JetBlue, Southwest, Spirit  |
| 02   | Newark, New Jersey         | 1.035.080  | Frontier, JetBlue, Southwest, Spirit, United |
| 03   | Philadelphia, Pennsylvania | 920.340    | American, Frontier, Southwest, Spirit        |
| 04   | Chicago–O’Hare, Illinois   | 767.990    | American, Frontier, Spirit, United           |
| 05   | San Juan, Puerto Rico      | 737.670    | Frontier, JetBlue, Southwest, Spirit         |
| 06   | New York–JFK, New York     | 723.280    | American, Delta, JetBlue                     |
| 07   | Dallas/Fort Worth, Texas   | 694.930    | American, Frontier, Spirit                   |
| 08   | Charlotte, North Carolina  | 678.470    | American, Frontier, Spirit                   |
| 09   | Detroit, Michigan          | 677.210    | Delta, Frontier, Southwest, Spirit           |
| 10   | Boston, Massachusetts      | 658.740    | Delta, Frontier, JetBlue, Southwest, Spirit  |